# Pływanie na Letnich Igrzyskach Olimpijskich 1976 – 100 m stylem motylkowym kobiet
100 m stylem motylkowym kobiet – jedna z konkurencji pływackich rozgrywanych podczas XXI Igrzysk Olimpijskich w Montrealu. Eliminacje i półfinały miały miejsce 21 lipca, a finał 22 lipca 1976 roku.
Mistrzynią olimpijską została reprezentantka NRD Kornelia Ender, która wyrównała własny rekord świata (1:00,13). Srebrny medal wywalczyła rodaczka Ender, Andrea Pollack, uzyskawszy czas 1:00,98. Na najniższym stopniu podium stanęła Amerykanka Wendy Boglioli, która ustanowiła czasem 1:01,17 nowy rekord swojego kraju.

## Rekordy
Przed zawodami rekord świata i rekord olimpijski wyglądały następująco:
| Rekord            | Zawodniczka    | Czas    | Miejsce   | Data            |       |
| ----------------- | -------------- | ------- | --------- | --------------- | ----- |
| Rekord świata     | Kornelia Ender | 1:00,13 | Berlin    | 4 czerwca 1976  | [ 1 ] |
| Rekord olimpijski | Mayumi Aoki    | 1:03,34 | Monachium | 1 września 1972 | [ 2 ] |

W trakcie zawodów ustanowiono następujące rekordy:
| Data     | Etap konkurencji      | Zawodniczka    | Czas    | Rekord |
| -------- | --------------------- | -------------- | ------- | ------ |
| 21 lipca | wyścig eliminacyjny 1 | Hélène Boivin  | 1:02,67 | OR     |
| 21 lipca | wyścig eliminacyjny 2 | Wendy Boglioli | 1:01,84 | OR     |
| 21 lipca | wyścig eliminacyjny 6 | Andrea Pollack | 1:01,43 | OR     |
| 21 lipca | półfinał 2            | Kornelia Ender | 1:01,03 | OR     |
| 22 lipca | finał                 | Kornelia Ender | 1:00,13 | = ,    |

## Wyniki

### Eliminacje
| Miejsce | Wyścig | Zawodniczka          | Państwo                              | Czas    | Uwagi |
| ------- | ------ | -------------------- | ------------------------------------ | ------- | ----- |
| 1.      | 6      | Andrea Pollack       | NRD                                  | 1:01,43 | Q,    |
| 2.      | 2      | Wendy Boglioli       | Stany Zjednoczone                    | 1:01,84 | Q     |
| 3.      | 4      | Wendy Quirk          | Kanada                               | 1:01,93 | Q     |
| 4.      | 4      | Camille Wright       | Stany Zjednoczone                    | 1:02,22 | Q     |
| 5.      | 5      | Rosemarie Gabriel    | NRD                                  | 1:02,34 | Q     |
| 6.      | 5      | Tamara Szełofastowa  | ZSRR                                 | 1:02,40 | Q     |
| 7.      | 3      | Kornelia Ender       | NRD                                  | 1:02,45 | Q     |
| 8.      | 1      | Hélène Boivin        | Kanada                               | 1:02,67 | Q     |
| 9.      | 1      | Lelei Fonoimoana     | Stany Zjednoczone                    | 1:02,75 | Q     |
| 10.     | 6      | Susan Sloan          | Kanada                               | 1:03,12 | Q     |
| 11.     | 2      | Yasue Hatsuda        | Japonia                              | 1:03,32 | Q     |
| 12.     | 5      | Kuniko Banno         | Japonia                              | 1:03,66 | Q     |
| 13.     | 3      | María París          | Kostaryka                            | 1:03,67 | Q     |
| 14.     | 3      | Linda Hanel          | Australia                            | 1:03,78 | Q     |
| 15.     | 1      | Susan Jenner         | Wielka Brytania                      | 1:04,19 | Q     |
| 16.     | 1      | Lynne Rowe           | Nowa Zelandia                        | 1:04,23 | Q     |
| 17.     | 6      | Gudrun Beckmann      | RFN                                  | 1:04,36 |       |
| 18.     | 4      | Gunilla Andersson    | Szwecja                              | 1:04,48 |       |
| 19.     | 2      | Joanne Atkinson      | Wielka Brytania                      | 1:04,70 |       |
| 20.     | 6      | Lyle Smith           | Australia                            | 1:04,71 |       |
| 21.     | 3      | Nira Stove           | Australia                            | 1:04,78 |       |
| 22.     | 4      | Beate Jasch          | RFN                                  | 1:04,82 |       |
| 23.     | 5      | Natalija Popowa      | ZSRR                                 | 1:05,22 |       |
| 24.     | 3      | Ineke Ran            | Holandia                             | 1:05,63 |       |
| 25.     | 5      | José Damen           | Holandia                             | 1:06,09 |       |
| 26.     | 2      | Chantal Grimard      | Belgia                               | 1:06,10 |       |
| 27.     | 2      | Donatella Schiavon   | Włochy                               | 1:06,15 |       |
| 28.     | 6      | Flavia Nadalutti     | Brazylia                             | 1:06,29 |       |
| 29.     | 1      | Jane Alexander       | Wielka Brytania                      | 1:06,33 |       |
| 30.     | 6      | Rosemary Ribeiro     | Brazylia                             | 1:06,50 |       |
| 31.     | 6      | María Mock           | Portoryko                            | 1:06,52 |       |
| 32.     | 3      | Rossana Juncos       | Argentyna                            | 1:06,76 |       |
| 33.     | 2      | Montserrat Majo      | Hiszpania                            | 1:06,79 |       |
| 34.     | 5      | Marianela Huen       | Wenezuela                            | 1:07,17 |       |
| 35.     | 4      | María Hung           | Wenezuela                            | 1:07,37 |       |
| 36.     | 3      | Shelley Cramer       | Wyspy Dziewicze Stanów Zjednoczonych | 1:08,55 |       |
| 37.     | 1      | Þórunn Alfreðsdóttir | Islandia                             | 1:09,63 |       |
| 38.     | 5      | Liliana Cian         | Kolumbia                             | 1:09,91 |       |
| 39.     | 4      | Sansanee Changkasiri | Tajlandia                            | 1:10,97 |       |

### Półfinały

#### Półfinał 1
| Miejsce | Zawodniczka         | Państwo           | Czas    | Uwagi |
| ------- | ------------------- | ----------------- | ------- | ----- |
| 1.      | Wendy Boglioli      | Stany Zjednoczone | 1:01,75 | Q     |
| 2.      | Camille Wright      | Stany Zjednoczone | 1:01,89 | Q     |
| 3.      | Tamara Szełofastowa | ZSRR              | 1:02,40 | Q,    |
| 4.      | Hélène Boivin       | Kanada            | 1:02,90 |       |
| 5.      | Susan Sloan         | Kanada            | 1:02,91 |       |
| 6.      | Linda Hanel         | Australia         | 1:03,30 | NR    |
| 7.      | Lynne Rowe          | Nowa Zelandia     | 1:04,06 | NR    |
| 8.      | Kuniko Banno        | Japonia           | 1:04,21 |       |

#### Półfinał 2
| Miejsce | Zawodniczka       | Państwo           | Czas    | Uwagi |
| ------- | ----------------- | ----------------- | ------- | ----- |
| 1.      | Kornelia Ender    | NRD               | 1:01,03 | Q,    |
| 2.      | Andrea Pollack    | NRD               | 1:01,39 | Q     |
| 3.      | Wendy Quirk       | Kanada            | 1:01,54 | Q,    |
| 4.      | Rosemarie Gabriel | NRD               | 1:01,93 | Q     |
| 5.      | Lelei Fonoimoana  | Stany Zjednoczone | 1:02,23 | Q     |
| 6.      | María París       | Kostaryka         | 1:03,27 | NR    |
| 7.      | Yasue Hatsuda     | Japonia           | 1:03,33 |       |
| 8.      | Susan Jenner      | Wielka Brytania   | 1:04,06 | NR    |

### Finał
| Miejsce | Zawodniczka         | Państwo           | Czas    | Uwagi |
| ------- | ------------------- | ----------------- | ------- | ----- |
| 1 !     | Kornelia Ender      | NRD               | 1:00,13 | =     |
| 2 !     | Andrea Pollack      | NRD               | 1:00,98 |       |
| 3 !     | Wendy Boglioli      | Stany Zjednoczone | 1:01,17 | NR    |
| 4.      | Camille Wright      | Stany Zjednoczone | 1:01,41 |       |
| 5.      | Rosemarie Gabriel   | NRD               | 1:01,56 |       |
| 6.      | Wendy Quirk         | Kanada            | 1:01,75 |       |
| 7.      | Lelei Fonoimoana    | Stany Zjednoczone | 1:01,95 |       |
| 8.      | Tamara Szełofastowa | ZSRR              | 1:02,74 |       |